# Verrue
Verrue – miejscowość i gmina we Francji, w regionie Nowa Akwitania, w departamencie Vienne.
Według danych na rok 1990 gminę zamieszkiwało 369 osób, a gęstość zaludnienia wynosiła 13 osób/km² (wśród 1467 gmin regionu Poitou-Charentes Verrue plasuje się na 654. miejscu pod względem liczby ludności, natomiast pod względem powierzchni na miejscu 194.).